# 土岐頼潤
土岐 頼潤（とき よりみつ）は、上野国沼田藩の第8代藩主。沼田藩土岐家第11代。

## 生涯
天明8年（1788年）5月28日、備後福山藩主・阿部正倫の五男として江戸で生まれる。文化10年（1813年）3月19日、先代藩主の土岐頼布の養子となる。同年5月15日、11代将軍徳川家斉に拝謁する。同年7月8日、頼布の隠居により家督を継いだ。同年12月16日、従五位下・山城守に叙任する。文政6年（1823年）5月29日、奏者番となる。藩政では農村復興や「間引き禁止の触書」などを制定するなど改革を行ったが、効果はなかった。
文政9年（1826年）、39歳で死去し、跡を養嗣子の頼功が継いだ。

## 系譜
父母
- 阿部正倫（実父）
- 土岐頼布（養父）

正室
- 錘 - 有馬頼貴の娘

子女
- 土岐頼寧（五男） - 土岐頼功の養子
- 鍼（次女） - 土岐頼功正室

養子
- 土岐頼功 - 堀親長の九男